# Phố chợ

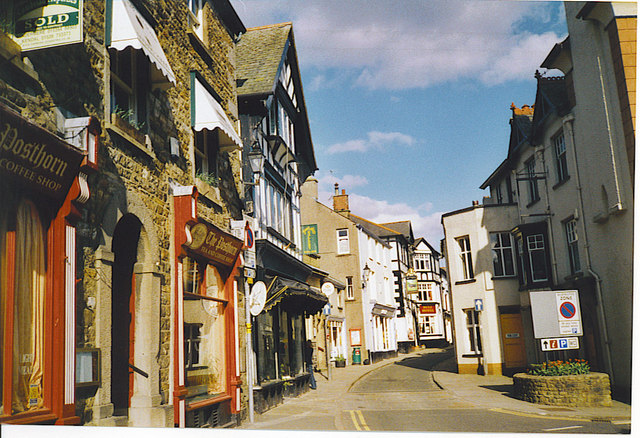
Một khu phố chợ vắng vẻ

Phố chợ (tiếng Anh: market town) là thuật từ pháp lý có nguồn gốc trong thời trung cổ để chỉ một khu định cư ở châu Âu có quyền hoạt động mua bán lập chợ. Quyền hoạt động mua bán lập chơ làm cho phố chợ khác biệt với làng và thành phố. Một thị trấn (town) có thể được miêu tả đúng đắn là một "phố chợ" và hiểu là "có quyền lập chợ" (market right) cho dù nó hiện nay không còn một ngôi chợ tuy nhiên quyền hoạt động mua bán lập chợ vẫn còn tồn tại.

## Tổng quan
Trong thế kỷ 19 tại nước Anh, phần lớn dân số sống bằng nông nghiệp và chăn nuôi. Hầu hết họ sinh sống nơi họ làm việc trên các cánh đồng, trang trại và phân bố tương đối ít ở các thị trấn. Vì vậy, những người nông dân và vợ của họ đã mang sản phẩm họ làm ra để giao dịch (có ảnh hưởng của Giáo hội và các cơ sở thờ phụng). Các khu vực tập trung mua bán này dần phát triển tại các trung tâm của hoạt động địa phương và là một tính năng quan trọng của cuộc sống nông thôn. Các chợ huyện này thường tọa lạc gần những nơi kiên cố như lâu đài, hay pháo đài để nhận được sự bảo hộ cho việc tự do buôn bán. Các chế độ quân chủ Anh tạo ra một hệ thống chợ huyện bằng pháp luật.
Tại Na Uy, các chợ huyện thời trung cổ (tiếng Na Uy: kjøpstad; tiếng Bắc Âu: kaupstaðr) là một thị trấn đã được cấp đặc quyền thương mại bởi nhà vua hoặc các cơ quan có thẩm quyền khác. Các công dân trong thị trấn hay huyện đó có độc quyền trong mua và bán đồ. Các chợ huyện lần đầu tiên được tạo nên ở Na Uy trong thế kỷ 12 để khuyến khích các doanh nghiệp được tập trung mua bán xung quanh thị trấn được xác định. Xuất khẩu, nhập khẩu chỉ được thực hiện thông qua các chợ huyện này để cho phép chính quyền thực hiện việc giám sát về thương mại và đơn giản hóa việc áp đặt thuế tiêu thụ đặc biệt và thuế hải quan. Chợ khuyến khích tăng trưởng trong các lĩnh vực có ý nghĩa chiến lược, cung cấp cơ sở kinh tế địa phương để tăng tiềm lực kinh tế cho các lãnh địa.
Tại Đức, phố chợ có tính cách lịch sử là các khu vực tuy chưa có quyền thị trấn, nhưng có quyền lập chợ, đem lại lợi điểm cho người dân ở đây, chẳng hạn thợ thuyền. Phố chợ là cần thiết để cung cấp hàng hóa, thực phẩm cho các vùng chung quanh, thường là địa điểm trung tâm của cấp hành chính thấp nhất. Nó thường có ở các vùng ít người ở, nơi con đường tới chợ ở một thị trấn quá xa cho các nông dân. Nhiều phố chợ trong thế kỷ 13 và 14 thường nằm kế bên một thành trì, mà có thể đảm bảo an ninh cho việc buôn bán, ngoài ra người dân trong thành cũng có được cơ hội mua sắm.